# Allas-Bocage
Allas-Bocage là một xã trong tỉnh Charente-Maritime Charente-Maritime trong vùng Nouvelle-Aquitaine, tây nam nước Pháp. Xã Allas-Bocage nằm ở khu vực có độ cao từ 39-108 mét trên mực nước biển.

## Lịch sử biến động dân số
| Năm  | Dân số | Mật độ | Phần trăm của tổng |
| ---- | ------ | ------ | ------------------ |
| 1962 | 182    | -      | -                  |
| 1968 | 186    | -      | -                  |
| 1975 | 189    | -      | -                  |
| 1982 | 173    | -      | -                  |
| 1990 | 163    | -      | -                  |
| 1999 | 150    | 13/km² | 2.08%              |